# Suhir Madani
Suhir Madani –en árabe, سهير مداني– (29 de marzo de 1985) es una deportista argelina que compitió en judo. Ganó dos medallas de bronce en los Juegos Panafricanos de 2007, y una medalla de bronce en el Campeonato Africano de Judo de 2008.

## Palmarés internacional
| Juegos Panafricanos | Juegos Panafricanos | Juegos Panafricanos | Juegos Panafricanos |
| Año                 | Lugar               | Medalla             | Categoría           |
| ------------------- | ------------------- | ------------------- | ------------------- |
| 2007                | Argel (Argelia)     | Medalla de bronce   | +78 kg              |
| 2007                | Argel (Argelia)     | Medalla de bronce   | Abierta             |
| Campeonato Africano |                     |                     |                     |
| Año                 | Lugar               | Medalla             | Categoría           |
| 2008                | Agadir (Marruecos)  | Medalla de bronce   | –78 kg              |